# Khiam
Khiam (arabsko الخيام) je vas na jugu Libanona, znana po zloglasnem zaporu. Nahaja se nedaleč od meje z zasedeno Golansko planoto blizu mesta Nabatije, približno 30 km jugovzhodno od Sidona oz. približno 35 km vzhodno od Tira.
Vojašnica, ki so jo v 30. letih 20. stoletja na vrhu hriba ob jugozahodnem koncu vasi zgradili Francozi, je ob libanonski neodvisnosti postala oporišče libanonske vojske. Po njenem razpadu ob izbruhu libanonske državljanske vojne jo je zavzela Južnolibanonska armada (SLA). Leta 1985 je v njej uredila center za pridržanje in zasliševanje nasprotnikov SLA oz. izraelske zasedbe juga Libanona. Zapor je kmalu »zaslovel« po brutalnem mučenju zapornikov. Natančni podatki o njihovem številu niso znani, domneva se, da jih je v 15 letih obstoja zapora bilo približno 7000. Ravno tako niso znani podatki o številu mrtvih. Precejšen del zapornikov je bil zaprt brez kakršnihkoli obtožb in so bili tako talci, s katerimi je SLA ustrahovala večinoma Hezbolahu in Amalu naklonjeno prebivalstvo južnega Libanona. 
Po letu 1990, ko se je libanonska državljanska vojna končala, je SLA še naprej upravljala zapor in šele leta 1995 prvič dovolila ogled odposlancem Rdečega križa, ki so bili zgroženi nad krutimi razmerami. Maja 2000 se je izraelska vojska dokončno umaknila iz Libanona. SLA je kmalu zatem razpadla in se razbežala. 23. maja so pobegnili tudi pazniki iz Khiama, tja pa so nemudoma pridrli vaščani in osvobodili preostalih 140 zapornikov.
Neposredna vloga Izraela pri upravljanju zapora še vedno ni docela pojasnjena. Izraelske oblasti še danes zavračajo vsakršno sodelovanje in trdijo, da je bilo upravljanje pod izključno pristojnostjo SLA. Ta trditev je postala vprašljiva, ko je izraelski general Dan Halutz za izraelsko obrambno ministrstvo pismeno pod prisego priznal dobršen delež izraelske vpletenosti, npr. plačevanje plač za paznike in usposabljanje zasliševalcev.
Danes je zapor preurejen v muzej, s katerim ob obilici propagande upravlja Hezbolah.